# Cleombroto I
Cleombroto I (in greco antico: Κλεόμβροτος?, Kleòmbrotos; Sparta, fine V secolo a.C. – Leuttra, 6 luglio 371 a.C.) fu re di Sparta della dinastia degli Agiadi dal 380 al 371 a.C..

## Biografia
Suo padre fu Pausania, re di Sparta (nipote dell'omonimo vincitore della Battaglia di Platea) e fratello minore del re Agesipoli I. Nel 380 succedette al fratello nella carica di re di Sparta.

### Le spedizioni contro Tebe
Nel 378 a.C., dopo il colpo di Stato democratico di Pelopida, che rovesciò il governo oligarchico filo-spartano di Leonziade instaurato tre anni prima da Febida, Cleombroto fu mandato ad invadere la Beozia coll'intero esercito lacedemone, ma tornò indietro dopo solo sedici giorni di marcia, durante i quali non aveva compiuto alcuna azione militare, lasciando Sfodria a Tespie come armosta; durante il viaggio di ritorno, però, l'esercito fu danneggiato da una tempesta, e questo insuccesso indusse gli Spartani ad affidare le due spedizioni successive contro Tebe all'altro re, Agesilao II.
Nel 376 a.C., visto che Agesilao era malato, Cleombroto tornò al comando dell'esercito, che anche stavolta non ottenne niente, visto che venne respinto al passo Citerone; questa vittoria provocò gravi malcontenti, ma l'assemblea degli alleati, tenutasi a Sparta in quell'anno, decise di proseguire la guerra per terra e per mare.
Nella primavera del 374 a.C. Cleombroto, passando dal golfo di Corinto, giunse in Focide, regione che era stata invasa dai Tebani, ma questi ultimi si ritirarono subito dopo il suo arrivo; vi rimase fino al 371 a.C., quando, visto che Tebe era esclusa dalla pace firmata tra Atene e Sparta, gli fu dato ordine di invadere la Beozia.

### Battaglia di Leuttra (371) e morte
Cleombroto, dopo aver evitato Epaminonda, che sorvegliava il passo di Coronea, prese il porto di Creusi, dove era ancorata la piccola flotta tebana di 10 o 12 triremi; poi avanzò nella pianura di Leuttra, dove incontrò l'esercito tebano. Sembra che Cleombroto fosse ansioso di iniziare la battaglia, essendo in superiorità numerica, anche se i suoi amici gli avevano ricordato che nei suoi precedenti scontri coi Tebani aveva dimostrato una notevole lentezza di decisione, che in questo caso avrebbe potuto essergli fatale.
Seguì la famosa battaglia, nella quale Cleombroto venne sconfitto e ucciso. Cicerone, nell'accusarlo di temerarietà, sembra giudicare direttamente il risultato; Senofonte, invece, afferma che combatté coraggiosamente, ma che venne ferito a morte quasi subito, spirando poco dopo essere stato trasportato all'accampamento.
Secondo Diodoro Siculo, la morte di Cleombroto fu determinante per la sconfitta del suo esercito, che a sua volta pose fine al dominio spartano sulla Grecia, dando inizio all'egemonia tebana.
Gli succedette il figlio Agesipoli II.
Plutarco sottolinea che Cleombroto fu l'unico re di Sparta, fino all'epoca di Filippo II di Macedonia, ad essere morto in battaglia per mano di un avversario greco. Secondo lo storico di Cheronea, questa sarebbe la dimostrazione del fatto che i nemici degli Spartani avevano in genere un fortissimo timore reverenziale nei confronti della dignità del re, tanto da esitare nel lanciarsi contro di lui in uno scontro diretto.